# Sentul (Gringsing)
Sentul is een bestuurslaag in het regentschap Batang van de provincie Midden-Java, Indonesië. Sentul telt 1952 inwoners (volkstelling 2010).